# Lycopodium juniperoideum
Lycopodium juniperoideum är en lummerväxtart som beskrevs av Olof Swartz. Lycopodium juniperoideum ingår i släktet lumrar, och familjen lummerväxter. Inga underarter finns listade i Catalogue of Life.